# Evropska kohezijska politika v obdobju 2007-2013
Evropsko unijo (EU) sestavljajo različne regije, med katerimi obstajajo velike razlike, ki so se z zadnjo širitvijo Unije še poglobile. Osrednji cilj evropske kohezijske politike je zmanjševanje razlik v razvitosti med različnimi regijami v EU, saj imajo vse skupen cilj: čim hitrejši razvoj. Čeprav so naložbe v okviru kohezijske politike osredotočene na revnejše regije in jim pomagajo pri dohitevanju bolj razvitih, pa pozitivno vplivajo na konkurenčnost vseh regij in na pogoje življenja prebivalcev v njih.
Evropska kohezijska politika dodeljuje pomoč v okviru strukturnih skladov, Kohezijskega sklada in iz različnih pobud. V programskem obdobju 2007-2013 delujeta v okviru kohezijske politike kot strukturna sklada Evropski sklad za regionalni razvoj (ESRR) in Evropski socialni sklad (ESS) in Kohezijski sklad. Na področju razvoja podeželja sta bila ustanovljena dva nova sklada: Evropski kmetijski sklad za razvoj podeželja (EKSRP) in Evropski sklad za ribištvo (ESR), ki pa ne spadata več v okvir kohezijske politike.

### Evropski sklad za regionalni razvoj
Evropski sklad za regionalni razvoj je namenjen krepitvi ekonomske in socialne kohezije ter pomoči pri odpravljanju največjih razvojnih neravnovesij v regijah EU. ESRR tako prispeva k zmanjševanju vrzeli med stopnjami razvitosti različnih regij. Gre za regije z najbolj omejenimi možnostmi, vključno s podeželskimi in mestnimi območji, nazadujoče industrijske regije, območja z geografskimi in naravnimi ovirami, kot so otoki, gorska območja, redko poseljena območja in mejne regije. Pri tem ESRR izvaja prednostne naloge EU, zlasti potrebo po krepitvi konkurenčnosti in inovativnosti, ustvarjanju in ohranjanju trajnih delovnih mest ter zagotavljanju trajnostnega razvoja.

### Evropski socialni sklad
Evropski socialni sklad je najstarejši med strukturnimi skladi, saj je bil ustanovljen z Rimsko pogodbo leta 1957 z namenom zmanjševanja razlik v bogastvu in življenjskih standardih v državah članicah EU ter spodbujanju gospodarske in socialne kohezije. V programskem obdobju 2007-2013 je iz omenjenega sklada državam članicam EU in regijam za doseganje omenjenih ciljev razdeljeno približno 75 milijard evrov. Poslanstvo ESS je investiranje v človeški kapital, ustvarjanje delovnih mest, spodbujanje zaposlenosti in zaposljivosti ter krepitev inovativnosti. Pri tem ESS posebno pozornost namenja invalidnim osebam, migrantom, manjšinam in drugim marginalnim skupinam, ki se težje vključujejo na trg dela.

### Kohezijski sklad
Kohezijski sklad je finančni instrument, ki od leta 1994 državam članicam pomaga zmanjševati ekonomska in socialna neskladja in stabilizirati gospodarstvo. Do sredstev Kohezijskega sklada so upravičene države članice EU, katerih bruto nacionalni dohodek na prebivalca znaša manj kot 90% povprečja EU. Kohezijski sklad financira do 85% upravičenih izdatkov projektov s področja okoljske in prometne infrastrukture ter projektom na področjih, povezanih s trajnostnim razvojem, ki so v očitno korist okolju (učinkovita raba energije in obnovljivi viri energije). Za »velike projekte« (25 mio EUR za okoljske in 50 mio EUR za prometne projekte) je potrebna odobritev Evropske komisije.

## Evropska kohezijska sredstva za razvoj Slovenije
O razdelitvi sredstev strukturnih skladov in Kohezijskega sklada odloča Svet EU na začetku vsakega programskega obdobja. Razdelijo se po državah in ciljih pomoči. Območja, ki lahko zaprosijo za pomoč glede na posamezen cilj, določi Evropska komisija v sodelovanju s posamezno državo članico. V finančnem obdobju 2007-2013 je v okviru Kohezijskega sklada in dveh strukturnih skladov, Evropskega sklada za regionalni razvoj  in Evropskega socialnega sklada, Sloveniji na voljo dobrih 4,2 milijarde evrov.
Sredstva skladov ne nadomeščajo nacionalnih sredstev, ampak jih dopolnjujejo. To načelo »dodatnosti« je izjemnega pomena, saj so tako sredstva EU »le« dodana vrednost že opredeljenih državnih razvojih sredstev. V praksi to pomeni, da mora Slovenija iz državnega proračuna najprej založiti sredstva za projekte, ki so v izvajanju in so bili izbrani za sofinanciranje, šele nato pa dobi povračilo iz evropskega proračuna.
Sistem izvajanja strukturnih skladov in Kohezijskega sklada v Sloveniji je kompleksen. Slovenija ima en organ upravljanja – Službo Vlade RS za lokalno samoupravo in regionalno politiko (SVLR) -, ki je odgovoren za pravilnost postopkov pri izvajanju kohezijske politike, za skladnost razpisanih vsebin z operativnimi programi, ki so bili za ta področja pripravljeni in potrjeni s strani Evropske komisije ter za učinkovito porabo sredstev in koordinacijo institucij, vključenih v porabo EU sredstev. Za izvajanje instrumentov so odgovorna posamezna ministrstva kot posredniška telesa in njihovi agentje, ki z vsebinskega vidika odločajo o evropskih sredstvih in so odgovorna za pripravo razpisov in projektov, katerih nosilci so. V izvajanje kohezijske politike je vključenih 11 ministrstev z agenti. Slovenija ima  en plačilni organ (Ministrstvo za finance) in en neodvisen finančni nadzorni organ (Ministrstvo za finance, Urad RS za nadzor proračuna). Upravičenci do teh sredstev pa so osebe javnega prava (lokalne skupnosti, javni zavodi, visokošolske, raziskovalne, državne institucije itd.), osebe zasebnega prava (podjetja, nevladne organizacije, društva itd.) in fizične osebe.

### Operativni programi
Za črpanje sredstev morajo države članice pripraviti programske dokumente, t.i. operativne programe, v katerih opredelijo, za katere namene bodo porabile sredstva in koliko. Na podlagi operativnih programov se izvajajo razpisi in izbirajo projekti. Vsak operativni program je predmet pogajanj med državo članico in Evropsko komisijo. Za obdobje 2007–2013 v Sloveniji velja Nacionalni strateški referenčni okvir (NSRO) in trije podrobnejši operativni programi (t. i. OP-ji):
- OP krepitve regionalnih razvojnih potencialov (OP RR),
- OP razvoja okoljske in prometne infrastrukture (OP ROPI),
- OP razvoja človeških virov (OP RČV),

Poleg navedenih operativnih programov Slovenija izvaja še operativne programe cilja »evropsko teritorialno sodelovanje«, kjer so za 13 OP-jev na razpolago 104 milijoni evrov.

### Operativni program razvoja okoljske in prometne infrastrukture za obdobje 2007-2013 (OP ROPI)
OP ROPI predstavlja podlago za črpanje sredstev zlasti iz Kohezijskega sklada, v manjši meri pa tudi iz Evropskega sklada za regionalni razvoj. Njegov namen je izboljšanje infrastrukture v Sloveniji. V okviru omenjenega operativnega programa si je Slovenija izpogajala 1,57 milijarde evrov, kar je slabih 40 odstotkov vseh izpogajanih sredstev Slovenije za obdobje 2007-2013. Z omenjenimi sredstvi bodo financirani okoljski projekti s področij ravnanja s komunalnimi odpadki, odvajanja in čiščenja odpadnih voda, oskrbe s pitno vodo in zagotavljanja poplavne varnosti, s področij učinkovite rabe energije in obnovljivih virov energije ter projekti prometne infrastrukture, tako železniške in cestne kot tudi pomorske in letališke.
| Razvojna prioriteta/prednostna usmeritev       | Sredstva EU 2007-2013 (tekoče cene) v EUR | % OP |
| 1. Železniška infrastruktura                   | 449.567.581                               | 29   |
| 2. Cestna, pomorska in letalska infrastruktura | 220.930.911                               | 14   |
| 3. Prometna infrastruktura - ESRR              | 165.529.886                               | 10   |
| 4. Ravnanje s komunalnimi odpadki              | 155.568.426                               | 10   |
| 5. Varstvo okolja - področje voda              | 392.923.166                               | 25   |
| 6. Trajnostna energija                         | 159.886.553                               | 10   |
| 7. Tehnična pomoč                              | 32.693.221                                | 2    |
| Skupaj                                         | 1.577.099.744                             | 100  |

### Operativni program krepitve regionalnih razvojnih potencialov za obdobje 2007-2013 (OP RR)
OP RR predstavlja podlago za črpanje sredstev iz Evropskega sklada za regionalni razvoj (ESRR), ki je v prvi vrsti usmerjen v krepitev razvojnih priložnosti, s ciljem spodbujanja konkurenčnosti celotnega gospodarstva in zmanjševanja razvojnih razlik med slovenskimi regijami. Razvojne spodbude so namenjene za projekte splošne infrastrukture, inovacij in investicij, s poudarkom na konkurenčnosti, ustvarjanju in ohranjanju trajnih delovnih mest ter zagotavljanju trajnostnega razvoja. Sloveniji je v okviru OP RR na razpolago 1,76 milijarde evrov iz ESRR, kar predstavlja dobrih 40% vseh sredstev, ki so na razpolago v obdobju 2007-2013 za izvajanje kohezijske politike.
| Razvojna prioriteta/prednostna usmeritev            | Sredstva EU 2007-2013 (tekoče cene) v EUR | % OP |
| 1. Konkurenčnost podjetij in raziskovalna odličnost | 598.116.998                               | 34   |
| 2. Gospodarsko-razvojna infrastruktura              | 269.451.040                               | 15   |
| 3. Povezovanje naravnih in kulturnih potencialov    | 253.235.116                               | 14   |
| 4. Razvoj regij                                     | 619.442.634                               | 35   |
| 5. Tehnična pomoč                                   | 28.003.734                                | 2    |
| Skupaj                                              | 1.768.249.522                             | 100  |

### Operativni program razvoja človeških virov za obdobje 2007-2013 (OP RČV)
Operativni program razvoja človeških virov za obdobje 2007-2013 predstavlja podlago za črpanje sredstev iz Evropskega socialnega sklada, v okviru omenjenega programa pa je za celotno finančno obdobje na voljo več kot 750 milijonov evrov evropskih sredstev. Omenjeni operativni program je usmerjen h krepitvi človeškega kapitala, ustvarjanju delovnih mest, spodbujanju zaposlenosti in zaposljivosti, krepitvi inovativnosti ter s tem konkurenčnosti gospodarstva z vlaganji v razvoj ustreznega raziskovalnega in drugega kadra, vseživljenjskemu učenju, zagotavljanju socialne vključenosti ter spodbujanju enakih možnosti, poseben poudarek pa je tudi na večji učinkovitosti delovanja javnega sektorja.
| Razvojna prioriteta/prednostna usmeritev                 | Sredstva EU 2007-2013 (tekoče cene) v EUR | % OP |
| 1. Spodbujanje podjetništva in prilagodljivosti          | 262.114.965                               | 35   |
| 2. Spodbujanje zaposljivosti iskalcev dela in neaktivnih | 140.018.678                               | 18   |
| 3. Razvoj človeških virov in vseživljenjskega učenja     | 164.661.965                               | 21   |
| 4. Spodbujanje socialne vključenosti                     | 63.848.517                                | 9    |
| 5. Institucionalna in administrativna usposobljenost     | 97.051.506                                | 13   |
| 5. Tehnična pomoč                                        | 28.003.739                                | 4    |
| Skupaj                                                   | 755.699.370                               | 100  |

### Operativni programi v okviru evropskega teritorialnega sodelovanja in instrumenta za predpristopno pomoč
Kohezijska politika EU kot svoj tretji cilj opredeljuje Evropsko teritorialno sodelovanje, ki je usmerjeno v krepitev čezmejnega, transnacionalnega in medregionalnega sodelovanja in mu je namenjenih 2,52% vseh kohezijskih sredstev oziroma 7,75 milijarde evrov. Pri izvajanju Evropskega teritorialnega sodelovanja je SVLR organ upravljanja v treh programih čezmejnega sodelovanja, in sicer v Operativnem programu Slovenija-Avstrija Arhivirano 2015-11-22 na Wayback Machine., Operativnem programu Slovenija-Madžarska Arhivirano 2015-11-23 na Wayback Machine., in v Operativnem programu IPA Slovenija-Hrvaška Arhivirano 2015-09-24 na Wayback Machine.. V sledečih operativnih programih SVLR zastopa Slovenijo kot partnersko državo: OP Italija-Slovenija, OP IPA Jadranska pobuda, OP INTERREG IVC, OP INTERACT II. Slovenija kot partnerska država sodeluje tudi v štirih transnacionalnih programih: OP Območje Alp, OP Mediteran, OP Srednja Evropa in OP Jugovzhodna Evropa.
Zunanji linki:
www.eu-skladi.si
www.svlr.gov.si Arhivirano 2012-06-22 na Wayback Machine.
http://www.svlr.gov.si/si/delovna_podrocja/podrocje_evropske_kohezijske_politike/ Arhivirano 2012-07-17 na Wayback Machine.
http://ec.europa.eu/regional_policy/index_en.htm
http://www.si-at.eu
http://www.si-hu.eu
http://www.si-hr.eu